# Ensjø Station
Ensjø Station (Ensjø stasjon) er en metrostation på Fellesstrekningen i øst på T-banen i Oslo. Stationen ligger i Ensjø mellem Vålerenga, Tøyen og Helsfyr. Stationen er den der ligger nærmest Bilbyen på Ensjø. Stationen selv gør sig bemærket ved at være det eneste stykke på Fellesstrekningen mellem Majorstuen og Brynseng, der ikke ligger i tunnel. Stationen blev påbegyndt opgraderet i sommeren 2012 med fuld genåbning 4. juni 2013. Passagertallene er efterfølgende steget kraftigt.

## Jernbanestation?
I 2007 foreslog Oslo byråd og det daværende Oslo Sporveier at nedlægge Tøyen jernbanestation på grund af dårlig beliggenhed og lav trafik og i stedet samle jernbane og T-bane i en ny terminal for kollektiv trafik ved Ensjø Station. Forslaget er blevet gentaget i Ruters strategiplaner i de efterfølgende år.
I 2012 skrev Jernbaneverket: "Ved Ensjø vil man kunne få kort overgang til Ensjø T-banestation, området er også under udvikling med nye arbejdspladser og boliger. Et flytning af Tøyen til Ensjø vil være et vigtigt tiltag for rejsende på Gjøvikbanen og for udviklingen af Ensjø-området. Et groft overslag over omkostningerne ved at flytte Tøyen st. til Ensjø lyder på 30-40 millioner."
Da Dagsavisen tog sagen op overfor Jernbaneverkets efterfølger Bane Nor i sommeren 2017, oplyste de dog, at de ikke havde planer om at flytte Tøyen Station til Ensjø. I november vedtog bystyret at bede Jernbanedirektoratet om at vurdere konsekvenserne ved at flytte Tøyen Station til Ensjø.